# Villegongis
Villegongis [vilɡɔ̃ʒi] est une commune française située dans le département de l'Indre, en région Centre-Val de Loire.

## Géographie

### Localisation
La commune est située dans le centre du département, dans la région naturelle de la Champagne berrichonne.
Les communes limitrophes sont : Vineuil (3 km), Chezelles (3 km), Francillon (4 km), Levroux (8 km) et Saint-Lactencin (8 km).
Les communes chefs-lieux et préfectorales sont : Levroux (8 km), Châteauroux (14 km), Issoudun (30 km), La Châtre (47 km) et Le Blanc (51 km).

### Hameaux et lieux-dits
Les hameaux et lieux-dits de la commune sont : Bonnevau, Nizerolles et Hurtebise.

### Géologie et hydrographie
La commune est classée en zone de sismicité 2, correspondant à une sismicité faible.
Le territoire communal est arrosé par la rivière Trégonce.

### Climat
Pour des articles plus généraux, voir Climat du Centre-Val de Loire et Climat de l'Indre.
En 2010, le climat de la commune est de type climat océanique dégradé des plaines du Centre et du Nord, selon une étude du CNRS s'appuyant sur une série de données couvrant la période 1971-2000. En 2020, Météo-France publie une typologie des climats de la France métropolitaine dans laquelle la commune est exposée à un climat océanique altéré et est dans la région climatique Centre et contreforts nord du Massif Central, caractérisée par un air sec en été et un bon ensoleillement.
Pour la période 1971-2000, la température annuelle moyenne est de 11,4 °C, avec une amplitude thermique annuelle de 15,2 °C. Le cumul annuel moyen de précipitations est de 743 mm, avec 11,4 jours de précipitations en janvier et 7,1 jours en juillet. Pour la période 1991-2020, la température moyenne annuelle observée sur la station météorologique de Météo-France la plus proche, « Levroux - Treg. », sur la commune de Levroux à 7 km à vol d'oiseau, est de 11,8 °C et le cumul annuel moyen de précipitations est de 737,9 mm,. Pour l'avenir, les paramètres climatiques de la commune estimés pour 2050 selon différents scénarios d'émission de gaz à effet de serre sont consultables sur un site dédié publié par Météo-France en novembre 2022.

### Voies de communication et transports
Le territoire communal est desservi par les routes départementales : 7, 7B, 27, 99 et 956.
La gare ferroviaire la plus proche est la gare de Châteauroux, à 16 km.
Villegongis est desservie par la ligne S du Réseau de mobilité interurbaine.
L'aéroport le plus proche est l'aéroport de Châteauroux-Centre, à 15 km.
Le territoire communal est traversé par le sentier de grande randonnée de pays de Valençay.

## Urbanisme

### Typologie
Au 1er janvier 2024, Villegongis est catégorisée commune rurale à habitat dispersé, selon la nouvelle grille communale de densité à sept niveaux définie par l'Insee en 2022.
Elle est située hors unité urbaine. Par ailleurs la commune fait partie de l'aire d'attraction de Châteauroux, dont elle est une commune de la couronne,. Cette aire, qui regroupe 71 communes, est catégorisée dans les aires de 50 000 à moins de 200 000 habitants,.

### Occupation des sols
L'occupation des sols de la commune, telle qu'elle ressort de la base de données européenne d’occupation biophysique des sols Corine Land Cover (CLC), est marquée par l'importance des territoires agricoles (83,5 % en 2018), une proportion sensiblement équivalente à celle de 1990 (83,4 %). La répartition détaillée en 2018 est la suivante : 
terres arables (80,6 %), forêts (16,5 %), zones agricoles hétérogènes (2,9 %). L'évolution de l’occupation des sols de la commune et de ses infrastructures peut être observée sur les différentes représentations cartographiques du territoire : la carte de Cassini (XVIIIe siècle), la carte d'état-major (1820-1866) et les cartes ou photos aériennes de l'IGN pour la période actuelle (1950 à aujourd'hui).

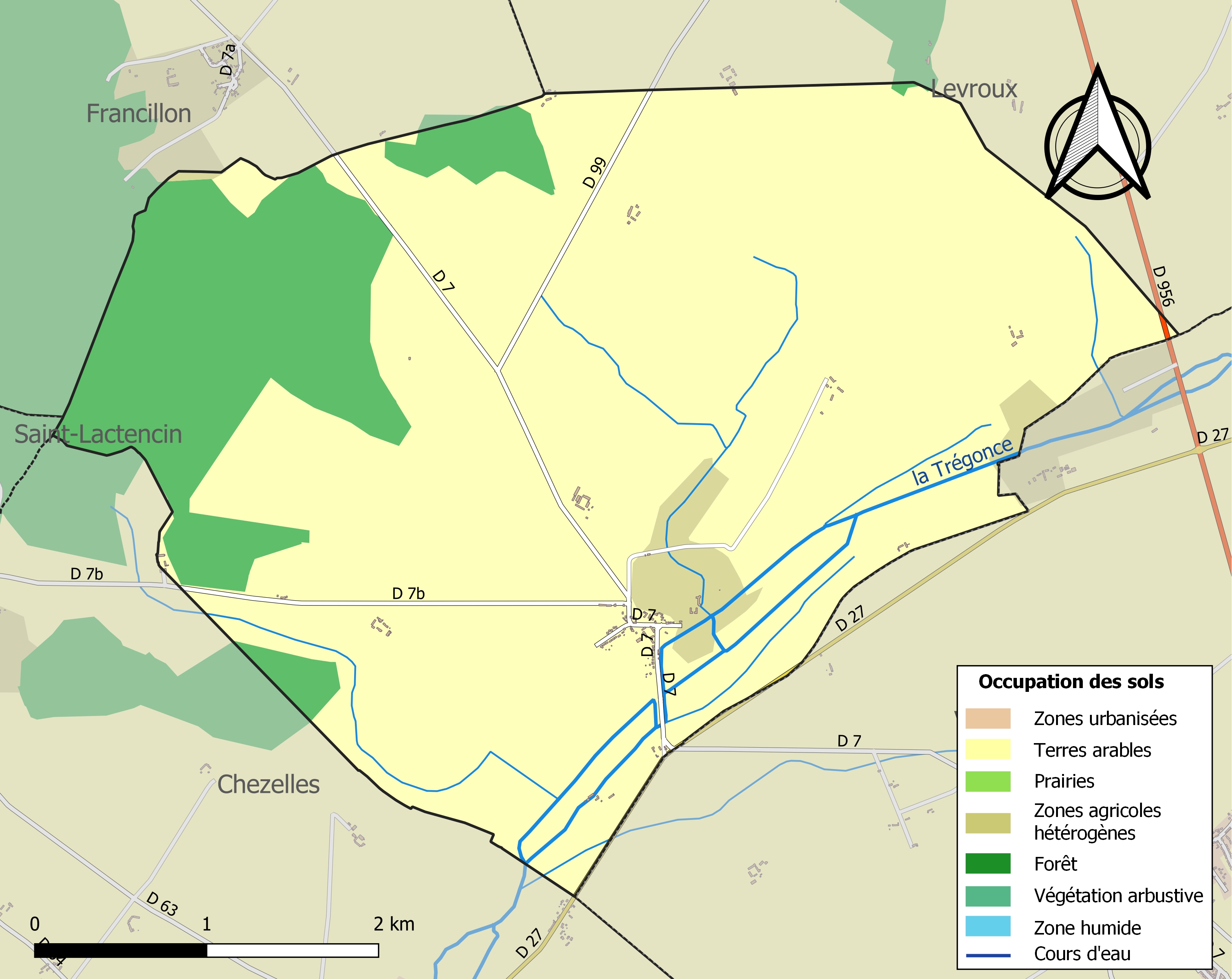
Carte des infrastructures et de l'occupation des sols de la commune en 2018 (CLC).

### Logement
Le tableau ci-dessous présente le détail du secteur des logements de la commune :
| Date du relevé                                              | 2013   |
| Nombre total de logements                                   | 62     |
| Résidences principales                                      | 85,3 % |
| Résidences secondaires                                      | 0 %    |
| Logements vacants                                           | 14,7 % |
| Part des ménages propriétaires de leur résidence principale | 68,5 % |

### Risques majeurs
Le territoire de la commune de Villegongis est vulnérable à différents aléas naturels : météorologiques (tempête, orage, neige, grand froid, canicule ou sécheresse), mouvements de terrains et séisme (sismicité faible). Un site publié par le BRGM permet d'évaluer simplement et rapidement les risques d'un bien localisé soit par son adresse soit par le numéro de sa parcelle.

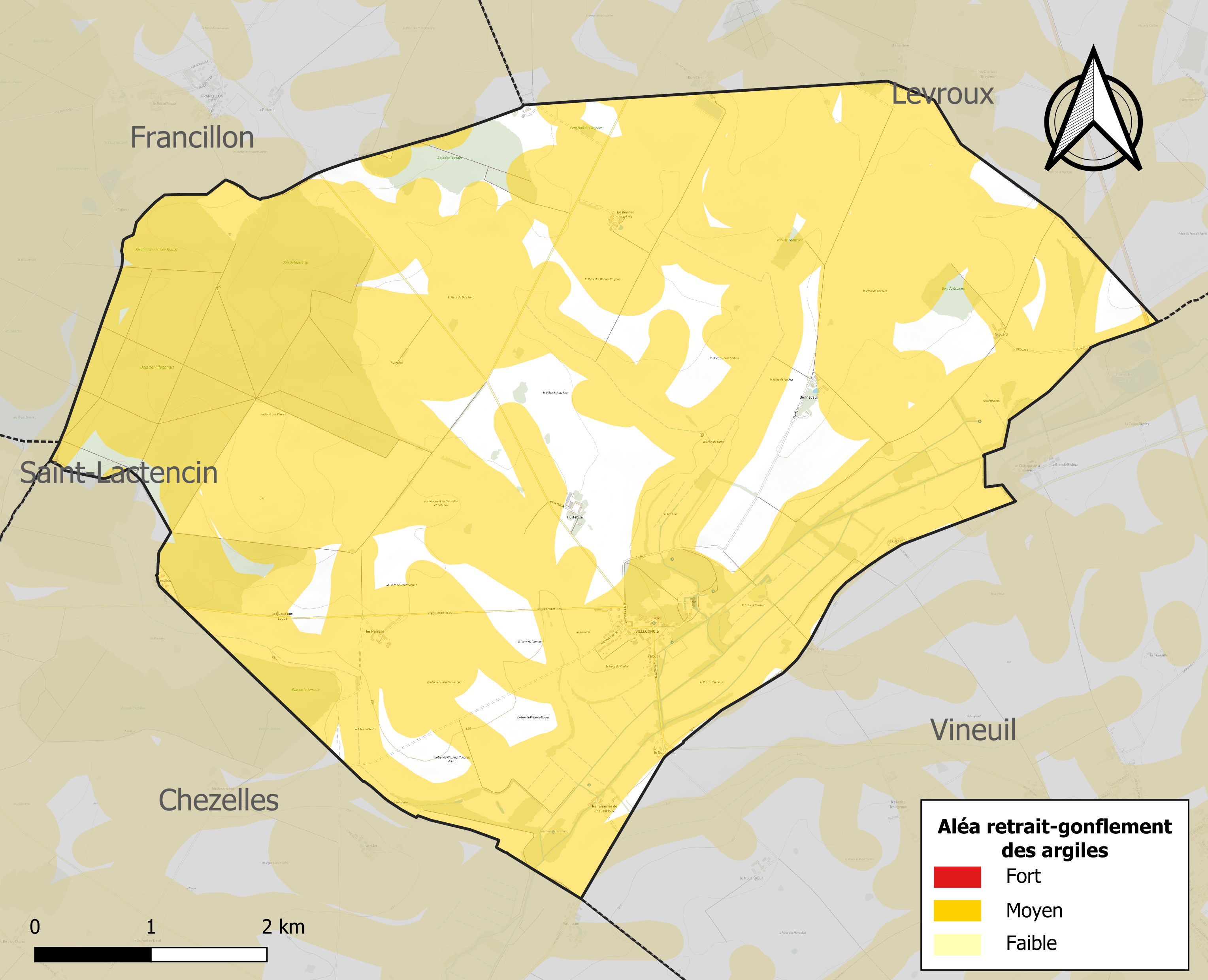
Carte des zones d'aléa retrait-gonflement des sols argileux de Villegongis.

Les mouvements de terrains susceptibles de se produire sur la commune sont des tassements différentiels.
Le retrait-gonflement des sols argileux est susceptible d'engendrer des dommages importants aux bâtiments en cas d’alternance de périodes de sécheresse et de pluie. 83,7 % de la superficie communale est en aléa moyen ou fort (84,7 % au niveau départemental et 48,5 % au niveau national). Sur les 65 bâtiments dénombrés sur la commune en 2019, 62 sont en aléa moyen ou fort, soit 95 %, à comparer aux 86 % au niveau départemental et 54 % au niveau national. Une cartographie de l'exposition du territoire national au retrait gonflement des sols argileux est disponible sur le site du BRGM,.
Concernant les mouvements de terrains, la commune a été reconnue en état de catastrophe naturelle au titre des dommages causés par la sécheresse en 1989, 1991 et 2019 et par des mouvements de terrain en 1999.

## Toponymie
Ses habitants sont appelés les Villegongissois.

## Histoire
Le village est un bourg castral : il s’est formé autour du château construit au XIe siècle.
Du 17 au 22 mai 2023 s'est tenu dans un champ proche du bourg un teknival, en principe interdit, qui a rassemblé 30 000 à 40 000 festivaliers pour fêter les 30 ans d'existence de ce type d'événement.

## Politique et administration
La commune dépend de l'arrondissement de Châteauroux, du canton de Levroux, de la deuxième circonscription de l'Indre et de la communauté de communes de la Région de Levroux.
| Période                                  | Période   | Identité          | Étiquette | Qualité                     |
| ---------------------------------------- | --------- | ----------------- | --------- | --------------------------- |
| mars 2001                                | mars 2008 | Bernard Guillon   | ?         | ?                           |
| mars 2008,                               | En cours  | Jean-Marc Sevault | DVD       | Cadre d'entreprise retraité |
| Les données manquantes sont à compléter. |           |                   |           |                             |

## Population et société

### Démographie
L'évolution du nombre d'habitants est connue à travers les recensements de la population effectués dans la commune depuis 1793. Pour les communes de moins de 10 000 habitants, une enquête de recensement portant sur toute la population est réalisée tous les cinq ans, les populations de référence des années intermédiaires étant quant à elles estimées par interpolation ou extrapolation. Pour la commune, le premier recensement exhaustif entrant dans le cadre du nouveau dispositif a été réalisé en 2006.

En 2022, la commune comptait 103 habitants, en évolution de −11,21 % par rapport à 2016 (Indre : −3 %, France hors Mayotte : +2,11 %).
| 1793 | 1800 | 1806 | 1821 | 1831 | 1836 | 1841 | 1846 | 1851 |
| ---- | ---- | ---- | ---- | ---- | ---- | ---- | ---- | ---- |
| 196  | 219  | 220  | 255  | 350  | 380  | 450  | 495  | 305  |

| 1856 | 1861 | 1866 | 1872 | 1876 | 1881 | 1886 | 1891 | 1896 |
| ---- | ---- | ---- | ---- | ---- | ---- | ---- | ---- | ---- |
| 297  | 236  | 227  | 192  | 219  | 222  | 214  | 220  | 214  |

| 1901 | 1906 | 1911 | 1921 | 1926 | 1931 | 1936 | 1946 | 1954 |
| ---- | ---- | ---- | ---- | ---- | ---- | ---- | ---- | ---- |
| 222  | 208  | 188  | 188  | 192  | 182  | 152  | 177  | 188  |

| 1962 | 1968 | 1975 | 1982 | 1990 | 1999 | 2006 | 2011 | 2016 |
| ---- | ---- | ---- | ---- | ---- | ---- | ---- | ---- | ---- |
| 195  | 138  | 117  | 130  | 111  | 100  | 140  | 133  | 116  |

| 2021 | 2022 | - | - | - | - | - | - | - |
| ---- | ---- | - | - | - | - | - | - | - |
| 104  | 103  | - | - | - | - | - | - | - |

### Enseignement
La commune ne possède pas de lieu d'enseignement.

### Sports
La commune possède un club de football (RC Villegongis).

### Médias
La commune est couverte par les médias suivants : La Nouvelle République du Centre-Ouest, Le Berry républicain, L'Écho - La Marseillaise, La Bouinotte, Le Petit Berrichon, France 3 Centre-Val de Loire, Berry Issoudun Première, Vibration, Forum, France Bleu Berry et RCF en Berry.

## Économie
La commune se situe dans l’aire urbaine de Châteauroux, dans la zone d’emploi de Châteauroux et dans le bassin de vie de Levroux.
La commune se trouve dans l'aire géographique et dans la zone de production du lait, de fabrication et d'affinage du fromage Valençay.
La culture de la lentille verte du Berry est présente dans la commune.

## Culture locale et patrimoine
- Château de Villegongis
- Église Saint-Martin (XVe siècle)
- Monument aux morts